# Kanton Aulnay-sous-Bois-Nord
Kanton Aulnay-sous-Bois-Nord is een voormalig kanton van het Franse departement Seine-Saint-Denis. Het kanton maakte deel uit van het arrondissement Le Raincy tot het op 22 maart 2015 fuseerde met het kanton Aulnay-sous-Bois-Sud tot het kanton Aulnay-sous-Bois.

## Gemeenten
Het kanton Aulnay-sous-Bois-Nord omvatte de volgende gemeente:
- Aulnay-sous-Bois (deels)